# Latarnia morska w Genui
Latarnia morska w Genui (wł. Lanterna di Genova; w skrócie la Lanterna) – latarnia morska, mająca 77 m wysokości, najwyższa w basenie Morza Śródziemnego i druga pod względem wysokości w Europie. Symbol miasta Genui. Wznosi się na 40-metrowej skale. Zbudowana po raz pierwszy w 1128 roku. Obecna konstrukcja jest wynikiem przebudowy z 1543 roku. Na szczycie pierwszej kondygnacji znajduje się taras widokowy, do którego prowadzą 172 stopnie schodów, będących częścią trasy turystycznej Lanterna – ścieżki dla pieszych o długości około 800 metrów, zaczynającej się w terminalu promowym i prowadzącej wzdłuż XVII- i XIX-wiecznych murów miejskich. U stóp latarni znajduje się Muzeum Latarni (Museo della Lanterna).
Latarnia morska w Genui jest drugą najstarszą latarnią morską na świecie (po Wieży Herkulesa w Hiszpanii) i drugą najwyższą, latarnią tradycyjną w Europie (po Phare de l’Île Vierge we Francji.

## Historia

### Pierwotna latarnia

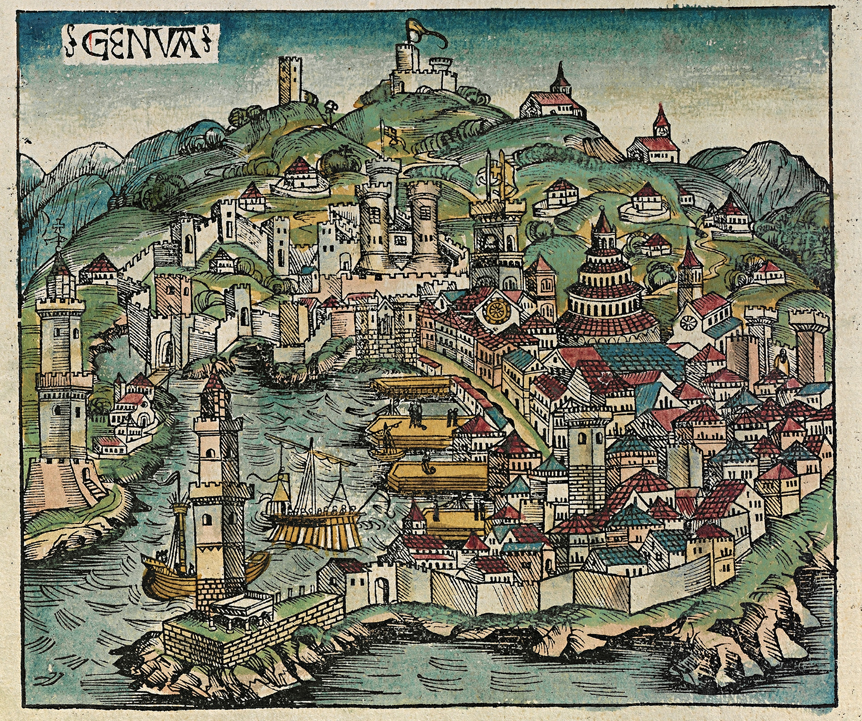
Genua na drzeworycie Liber Chronicarum z 1493; latarnia znajduje się przy lewej krawędzi obrazu

Około 950 roku Genua stała się niezależnym miastem-państwem, toczącym z innymi republikami morskimi: Wenecją, Pizą i Amalfi walki o prymat na morzu. Ważną rolę w handlu miejskim odgrywał port, który miał jednak istotne ograniczenie – wejście do niego było nieoświetlone. Aby ułatwić statkom wpłynięcie do portu na okolicznych wzgórzach rozpalano ogniska, co było jednak działaniem niewystarczającym. Coraz bardziej niezbędne okazywało się źródło światła, wskazujące drogę statkom wpływającym do portu.
Pierwsza wieża została zbudowana, według pewnych nieoficjalnych źródeł, w 1128 roku i była nieco niższa, niż obecna wieża. Miała podobną konstrukcję, składała się z trzech zachodzącymi na siebie członów, zakończonych blankami. Na jej szczycie, w celu wskazania drogi statkom wpływającym do portu, spalano wiązki suchych łodyg wrzosu lub żarnowca miotlastego. W 1318 roku podczas wojny między gibelinami a gwelfami przyziemie wieży doznało uszkodzeń, spowodowanych przez gibelinów; w 1321 roku wykonano prace wzmacniające, wykopano fosę, aby uczynić wieżę bardziej zdolną obrony. W 1326 powstała pierwsza latarnia na wieży; była to lampa zasilana oliwą z oliwek. W 1340 roku malarz Evangelista z Mediolanu namalował na szczycie dolnej partii wieży herb Genui. Ikonograficzne przedstawienie pierwszej wieży latarni pochodzi z 1371 roku, z podręcznika Salvatori del Porto. W 1449 roku funkcję latarnika pełnił Antonio Colombo, wuj Krzysztofa Kolumba.

### Nowa latarnia
26 sierpnia 1502 roku do Genui przybył z wojskiem król Francji, Ludwik XII. Zaprosiły go największe arystokratycznych rody, które chciały zawrzeć z nim sojusz. Mieszczanie nie poparli jednak tego związku i wkrótce powstali przeciwko królowi, którego uważali za tyrana. Król wówczas zmienił swe stanowisko i zajął miasto. Obok latarni wzniósł twierdzę, zmuszając do pracy nad nią mieszkańców Genui, którzy nazwali ją Briglia (Uzda). W 1512 roku zarówno arystokraci, jak i mieszczanie byli przeciwko Francuzom. Podjęli próbę wypędzenia ich z Genui, ale działanie to zakończyło się niepowodzeniem. Wezwano wówczas na pomoc flotę pod dowództwem admirała Andrei Doria. Jego okręty rozpoczęły ostrzał Francuzów, którzy schronili się w latarni morskiej. Jedna z kul armatnich, wystrzelonych przez genueńską galerę uderzyła w środek wieży, której górna część zawaliła się. Francuzi ostatecznie zostali pokonani, ale latarnia morska pozostała uszkodzona. Dopiero po 30 latach doża Andrea Centurione nakazał budowę nowej latarni morskiej na gruzach starej. Pieniądze na sfinansowanie budowy pożyczył z Banco di San Giorgio. Nie wiadomo, czy w tym czasie istniała prowizoryczna latarnia zastępcza. Nie jest też znane nazwisko architekta, który zbudował wieżę. Według jednych źródeł był to Francesco da Gundria, według innych, bardziej wiarygodnych – Gian Maria Olgiati. Z dokumentów historycznych wynika natomiast, że do budowy nowej latarni zużyto: 120 000 cegieł, 2 600 ręcznie ciosanych kamieni i 160 m² kamieni z kamieniołomów Carignano, wzgórza otaczającego Genuę. Blanki z epoki gibelinów zastąpiono murem kamiennym, a w środku wieży zamiast drabiny zbudowano kamienne schody. W 1543 roku latarnia została ukończona. Była to konstrukcja dwukondygnacyjna, z dolną częścią większą od górnej. Obie kondygnacje wieńczył otwarty taras, biegnący wokół nich. Na szczycie wieży zamontowano wielką, miedzianą latarnię z przezroczystym, weneckim szkłem. Dla upamiętnienia budowy nowej latarni przy wejściu do niej została umieszczona marmurowa płyta, zachowana do dzisiaj.

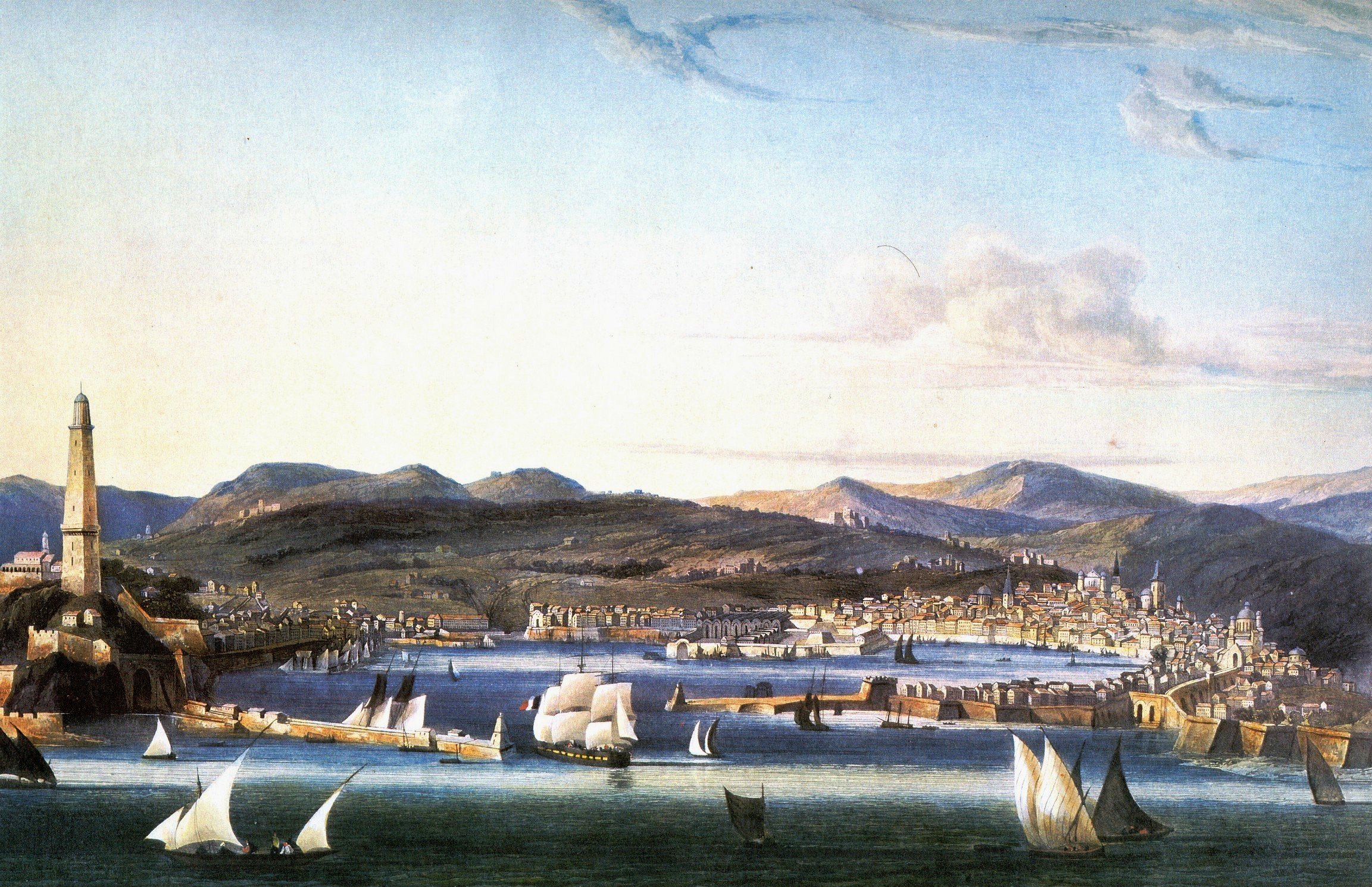
Ambroise Louis Garneray, Widok Genui (ok. 1810); z lewej strony widoczna latarnia

W 1684 roku, podczas bombardowania Genui przez francuskiego admirała Seignelay z rozkazu króla Ludwika XIV, została uszkodzona kopuła latarni. W 1771 roku wieża została wzmocniona za pomocą łańcuchów i kotew, które są nadal widoczne od środka. W 1778 roku latarnia została wyposażona w instalację odgromową, a w 1791 roku wykonano prace wzmacniające podstawę wieży. W 1840 roku w latarni zainstalowano soczewki Fresnela. W 1898 roku jako paliwa oświetleniowego w latarni zaczęto używać acetylenu, a na początku XX wieku – naftę. Rotację latarni zapewniał system zegarowy, ładowany co 5 godzin. W 1936 roku w latarni pojawiła się elektryczność. W latach 1995–2004 latarnia została odrestaurowana przez Prowincję Genua.
14 marca 2017 roku spektaklem muzycznym i świetlnym zainaugurowano nowy system iluminacji latarni, opracowany przez cztery genueńskie firmy: Slam (lider projektu), Energy Service, RC Energia i Autogas Nord. System ten jest efektem projektu Insieme per la Lanterna (Razem dla Latarni), realizowanego od lipca 2014 roku we współpracy z wydziałem kultury i turystyki Gminy Genua i stawiającego sobie za cel turystyczne i kulturalne wykorzystanie zabytkowego kompleksu latarni, aby go maksymalnie dowartościować jako symbol miasta.

## Stan dzisiejszy

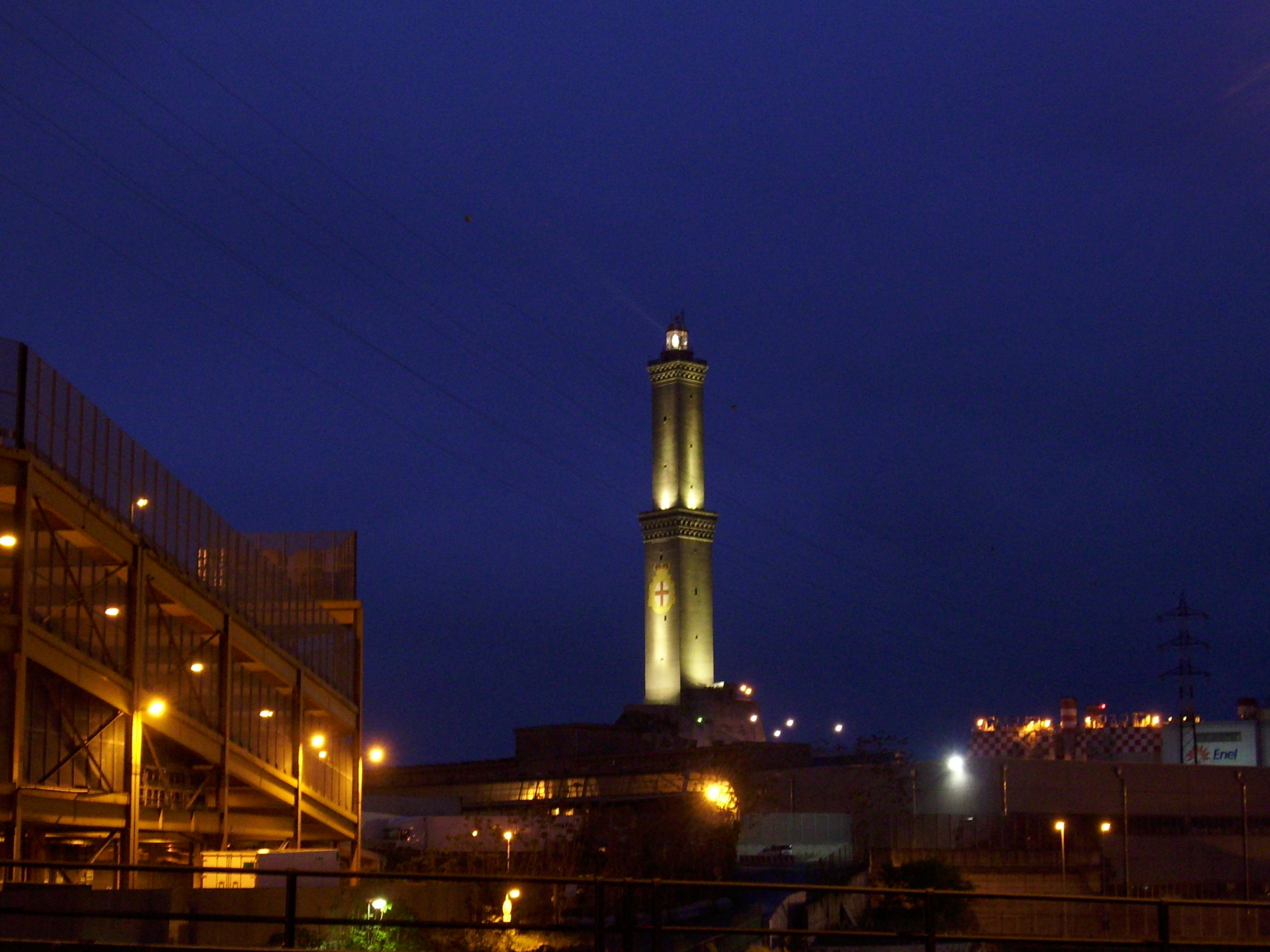
Nocna iluminacja latarni

Latarnia ma wysokość 77 m i wznosi się na skale o wysokości 40 m, co daje łączną wysokość 117 m n.p.m. Wieża latarni jest konstrukcją z szarego kamienia, cylindryczną, dwukondygnacyjną, z galeriami na każdej kondygnacji. Na pierwszej z nich, na wysokości 36 m znajduje się punkt widokowy dla zwiedzających. Wieża nie jest pomalowana. Natomiast kopuła latarni jest pomalowana we wzory w kolorze białym i czerwonym.
Do tarasu widokowego prowadzą 172 stopnie schodów, będących częścią trasy turystycznej Lanterna – ścieżki dla pieszych o długości około 800 metrów, zaczynającej się w terminalu promowym i prowadzącej wzdłuż XVII- i XIX-wiecznych murów miejskich. U stóp wieży znajduje się Muzeum Latarni (Museo della Lanterna). Gromadzi ono dokumenty historyczne oraz dzieła sztuki i obiekty kultury materialnej, związane z miastem i regionem, w tym zwłaszcza przedmioty związane z latarniami morskimi i morskimi systemami sygnalizacyjnymi.

## Charakterystyka światła
Dwa białe błyski co 5 s, przerwa: 20 s. Zasięg strumienia światła wynosi ponad 50 km.